# Слов'янка (Кіровський район)
Слов'я́нка (рос. Славянка) — село в Кіровському районі Ленінградської області, Росія.